# Fábio Luciano
Fábio Luciano (Vinhedo, 29 de abril de 1975) é um ex-futebolista brasileiro que atuava como zagueiro. Atualmente é comentarista esportivo da ESPN Brasil.

## Carreira

### Ponte Preta
Fábio Luciano foi revelado na Ponte Preta, aonde começou a jogar profissionalmente em 1996. Zagueiro vigoroso, embora não fosse violento, logo demonstrou ser um grande desarmador de jogadas.

### Corinthians
Chegou ao Corinthians em 2000, marcando um gol em seu jogo de estreia. Pelo Corinthians, além do seu grande desempenho defensivo, mostrou ser muito bem ofensivamente, marcando 15 gols.

### Empréstimo ao Internacional
Fábio Luciano teve uma rápida passagem pelo futebol gaúcho, em 2001, quando jogou pelo Internacional e foi treinado por Carlos Alberto Parreira. Posteriormente, Parreira e ele voltariam a trabalhar juntos no Corinthians.

### Retorno ao Corinthians
Fábio Luciano ganhou seu primeiro título como profissional na conquista do Mundial de Clubes da FIFA de 2000, vencido pelo Corinthians.
Em 2002, novamente na equipe paulista, o zagueiro fez dupla com Anderson, participando das conquistas do Torneio Rio-São Paulo e da Copa do Brasil. Um ano mais tarde, veio o título no Campeonato Paulista.
Em 2003, após a eliminação do time paulista na Libertadores da América, Fábio Luciano foi emprestado ao Fenerbahçe, da Turquia.

### Fenerbahçe
Lá, ele continuou a marcar muitos gols de cabeça, tendo ajudado sua equipe na conquista de um bicampeonato turco.
Terminado o empréstimo ao Fenerbahçe, Luciano retornou ao Corinthians em 2006. Machucado, com uma lesão no púbis, não voltou a atuar e ficou recuperando-se até o ano seguinte.

### Colônia
No início de 2007, Fábio Luciano chegou à Alemanha, defendendo o modesto time do Colônia, quando, ao fim da temporada 2006–07, recebeu uma proposta do Flamengo, retornando assim ao Brasil após 4 anos. 

### Flamengo
Fábio Luciano juntou-se ao elenco rubro-negro na metade do Campeonato Brasileiro e, rapidamente, assumiu um papel de liderança no grupo. Foi um dos destaques da equipe carioca no campeonato nacional daquele ano, onde o time teve uma reação impressionante, saindo da zona de rebaixamento e terminando o campeonato na terceira colocação.
Após não ter certeza se iria continuar a jogar futebol em 2009, já que pensava em se aposentar, resolveu continuar a defender o Flamengo por mais um tempo e assim fez no início de 2009 mantendo sua qualidade e o posto de xerife do time. No dia 3 de abril de 2009, anunciou que se retiraria do esporte após o fim do Campeonato Carioca. Assim, em seu último jogo, levantou a sua última Taça e aposentou as chuteiras com a conquista do Campeonato Carioca de 2009 com o Flamengo, sendo considerado um dos melhores zagueiros da história do Flamengo.

## Estatísticas

### Flamengo
Pelo Flamengo, onde jogou entre 2007 e 2009, Fábio Luciano realizou 93 partidas e marcou 7 gols, além de realizado 8 assistências. Levou 26 cartões amarelos (não podendo atuar em 8 partidas pela regra do terceiro cartão amarelo) e 5 vermelhos e ficou marcado como ídolo do clube por sua liderança e tornando-se um dos melhores zagueiros da década a vestir a camisa rubro-negra..
| Clube    | Ano   | Campeonato Carioca | Campeonato Carioca | Brasileirão | Brasileirão | Copa do Brasil | Copa do Brasil | Copa Libertadores | Copa Libertadores | Copa Sul-americana | Copa Sul-americana | Total | Total |
| Clube    | Ano   | Jogos              | Gols               | Jogos       | Gols        | Jogos          | Gols           | Jogos             | Gols              | Jogos              | Gols               | Jogos | Gols  |
| -------- | ----- | ------------------ | ------------------ | ----------- | ----------- | -------------- | -------------- | ----------------- | ----------------- | ------------------ | ------------------ | ----- | ----- |
| Flamengo | 2007  | -                  | -                  | 22          | 2           | -              | -              | -                 | -                 | -                  | -                  | 22    | 2     |
| Flamengo | 2008  | 13                 | 2                  | 32          | 2           | -              | -              | 7                 | 0                 | -                  | -                  | 52    | 4     |
| Flamengo | 2009  | 18                 | 1                  | -           | -           | 1              | 0              | -                 | -                 | -                  | -                  | 19    | 1     |
| Total    | Total | 31                 | 3                  | 54          | 4           | 1              | 0              | 7                 | 0                 | -                  | -                  | 93    | 7     |

## Títulos
Corinthians
- Copa do Mundo de Clubes da FIFA: 2000
- Campeonato Paulista: 2001 e 2003
- Torneio Rio-São Paulo: 2002
- Copa do Brasil: 2002

Fenerbahçe
- Süper Lig: 2003–04 e 2004–05

Flamengo
- Taça Guanabara: 2007 e 2008
- Campeonato Carioca: 2007, 2008 e 2009
- Taça Rio: 2009

### Prêmios Individuais
- Bola de Prata da Revista Placar: 2002